# 李環
李環（720年代?—768年），原名李溢。唐玄宗李隆基第二十二子。

## 母
鍾美人，颍川人，曾祖父隋朝衢州刺史鍾琮，祖父隋朝金紫光禄大夫鍾宝，兄长左武卫中郎将鍾恭容。为四品美人，玄宗的才人还有张美人（张七娘）、王美人（陈王李珪母）、卢美人（信王李瑝母）、杜美人（万春公主母）。

## 生平
李環的生年不详，从异母兄李瑁的生年推测，当在720年后。开元十三年（725年）七月，封为济王。二十三年（735年）七月，授开府仪同三司，改名李环。大历三年（768年）九月丁丑，济王李环薨逝。其子李傃为永嘉郡王、卫尉卿同正员，李俛为平乐郡王、光禄卿同正员。

## 延伸阅读
[在维基数据编辑]
 《舊唐書·卷107》，出自刘昫《舊唐書》
 《新唐書·卷082》，出自《新唐書》